# Jardin Carré
Le jardin Carré est un espace vert  du 5e arrondissement de Paris.

## Situation et accès
Il est situé rue Descartes dans le quartier Saint-Victor.

## Historique
En 1979 commencent les travaux de restructuration des bâtiments de l'École polytechnique qui n'occupe plus ses locaux historiques. C'est l'architecte Denis Sloan qui mène le projet dont le site est confié à l'institut Auguste-Comte. Depuis 1981, c'est le ministère de l'Enseignement supérieur et de la Recherche qui occupe désormais l'essentiel du site dont les cours sont transformées en jardins.
Le jardin Carré est créé en 1991 entre les 11-19, rue Descartes, sur une surface de 9 083 m2 avec un bassin central et quelques sculptures. Il n'est ouvert que durant le week-end (pour des raisons de sécurité, le jardin est fermé pour une durée indéterminée à compter de novembre 2015[Passage à actualiser]).

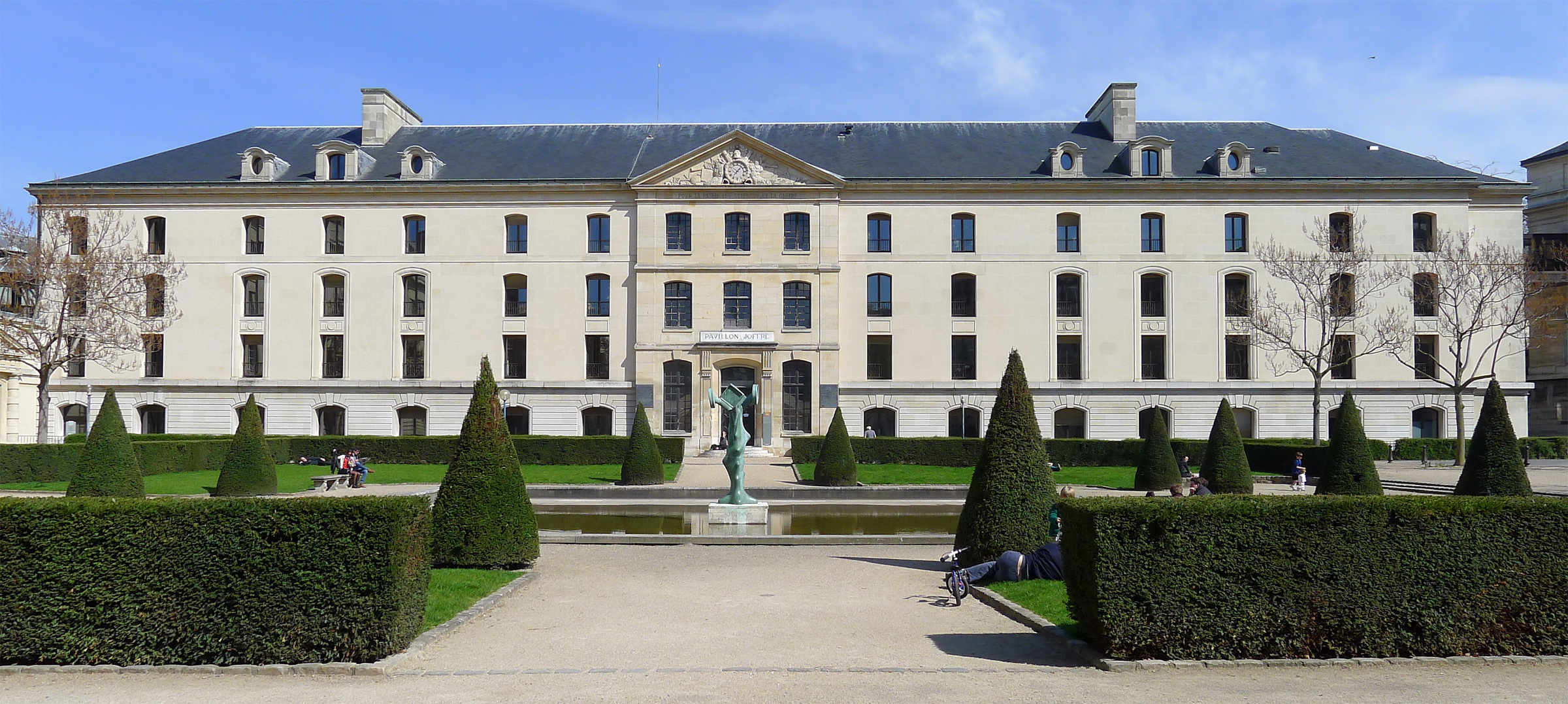
La pavillon Joffre à l'est du jardin.